# Bezděkov u Klatov

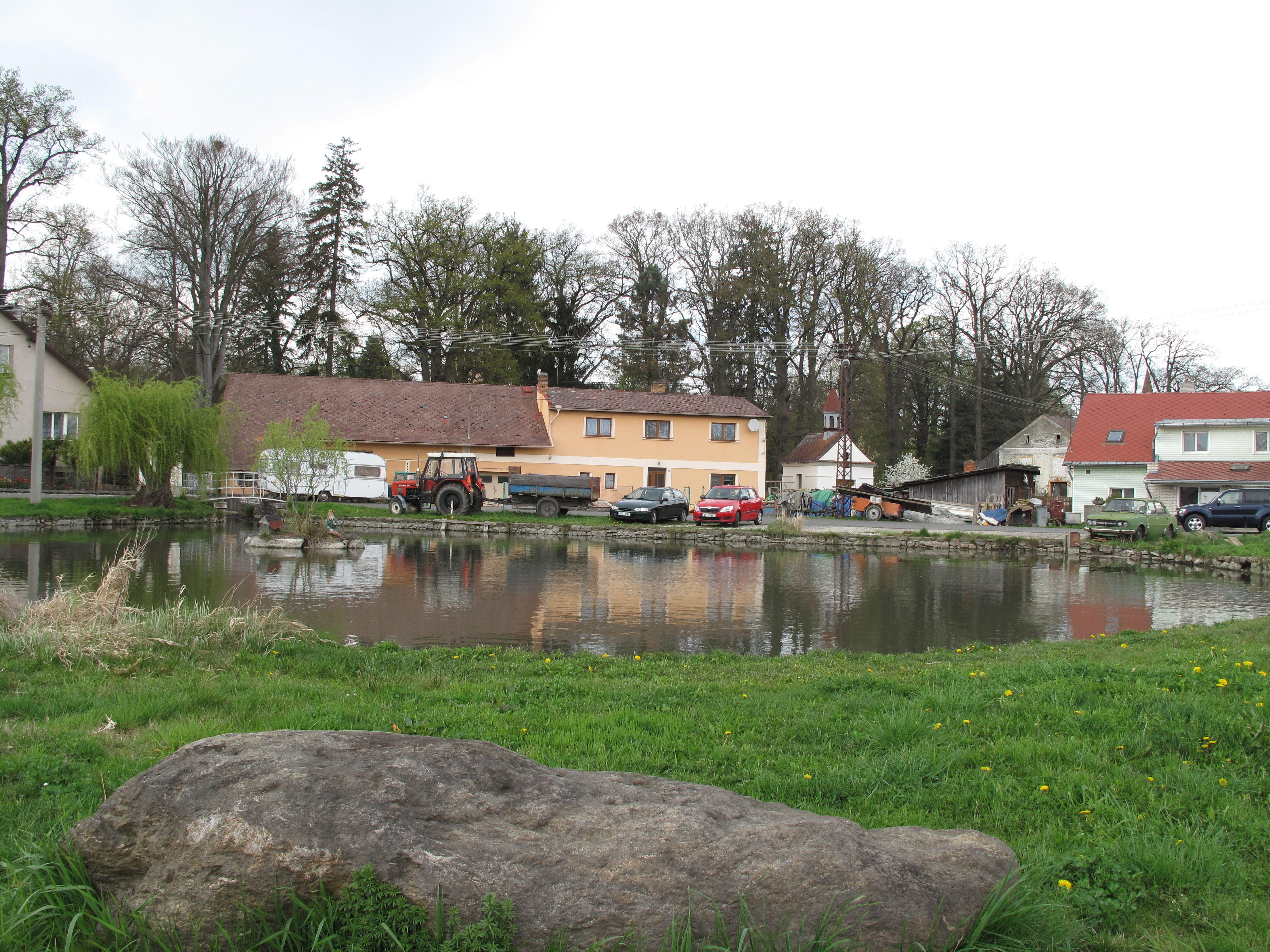

Bezděkov (deutsch Besdiekau) ist eine Gemeinde in Tschechien. Sie liegt fünf Kilometer südwestlich von Klatovy und gehört zum Okres Klatovy.

## Geographie
Bezděkov befindet sich nördlich des Böhmerwaldes in der Flussebene der Úhlava. Das Dorf liegt linksseitig des Flusses am Fuße des 445 m hohen Annaberges. Durch Bezděkov führt die Bahnstrecke Plzeň–Železná Ruda, an der sich im Ort eine Bahnstation befindet. Nördlich von Bezděkov verläuft die Staatsstraße 22 zwischen Klatovy und Domažlice.
Nachbarorte sind Tupadly im Norden, Kal und Beňovy im Nordosten, Klatovy im Osten, Novákovice im Südosten, Dolní Lhota und Rohozno im Süden, Plešiny im Südwesten, Vítaná im Westen sowie Koryta im Nordwesten.

## Geschichte
Die erste urkundliche Erwähnung über das Dorf stammt aus dem Jahre 1331. Besitzer war zu dieser Zeit Elblin von Bezděkov. Im 14. Jahrhundert wird auch die Feste entstanden sein. Nach dem Tode Elblin fiel der Besitz an Johann von Luxemburg, der ihn Peter I. von Rosenberg überließ. Ihm folgte Jan von Bezděkov und ab 1414 Jan Bohuchval von Hrádek. Im Jahre 1450 war Racek Chlévec von Malšín Besitzer von Bezděkov. In den Jahren 1450 und 1468 wurde die Feste erobert, sie lag zu Beginn des 16. Jahrhunderts wüst. 1555 erneuerte Viktorin Pek von Římek die Feste und erweiterte sie um einen großen viereckigen Turm. Später erfolgte ein Umbau im Renaissancestil. Im 18. Jahrhundert war der Klattauer (Bezirks-)Hauptmann Caspar Hermann von Künigl Besitzer von Bezděkov. 1820 erwarb Franz Korb von Weidenheim den Besitz. Unter den Korb von Weidenheim erfolgte 1855 nach Plänen von Ignaz Ullmann der Umbau der Feste zum zinnengekrönten neogotischen Schloss mit Turm.

## Gemeindegliederung
Die Gemeinde Bezděkov besteht aus den Ortsteilen Bezděkov (Besdiekau), Koryta (Korit), Poborovice (Poborowitz), Struhadlo, Tetětice (Tetietitz) und Vítaná (Schönwillkommen).
Das Gemeindegebiet gliedert sich in die Katastralbezirke Bezděkov u Klatov, Koryta u Bezděkova, Struhadlo und Tetětice u Bezděkova.

## Sehenswürdigkeiten
- Schloss Bezděkov, der neogotische Bau entstand 1855 an Stelle einer aus dem 14. Jahrhundert stammenden Feste
- Wallfahrtskirche St. Anna auf dem Annaberg
- Kapelle des hl. Johannes von Nepomuk auf dem Dorfplatz
- Kirche des hl. Wenzel, neoromanischer Bau aus dem Beginn des 19. Jahrhunderts
- Grabstätte von Christian Heinrich Spieß

## Galerie

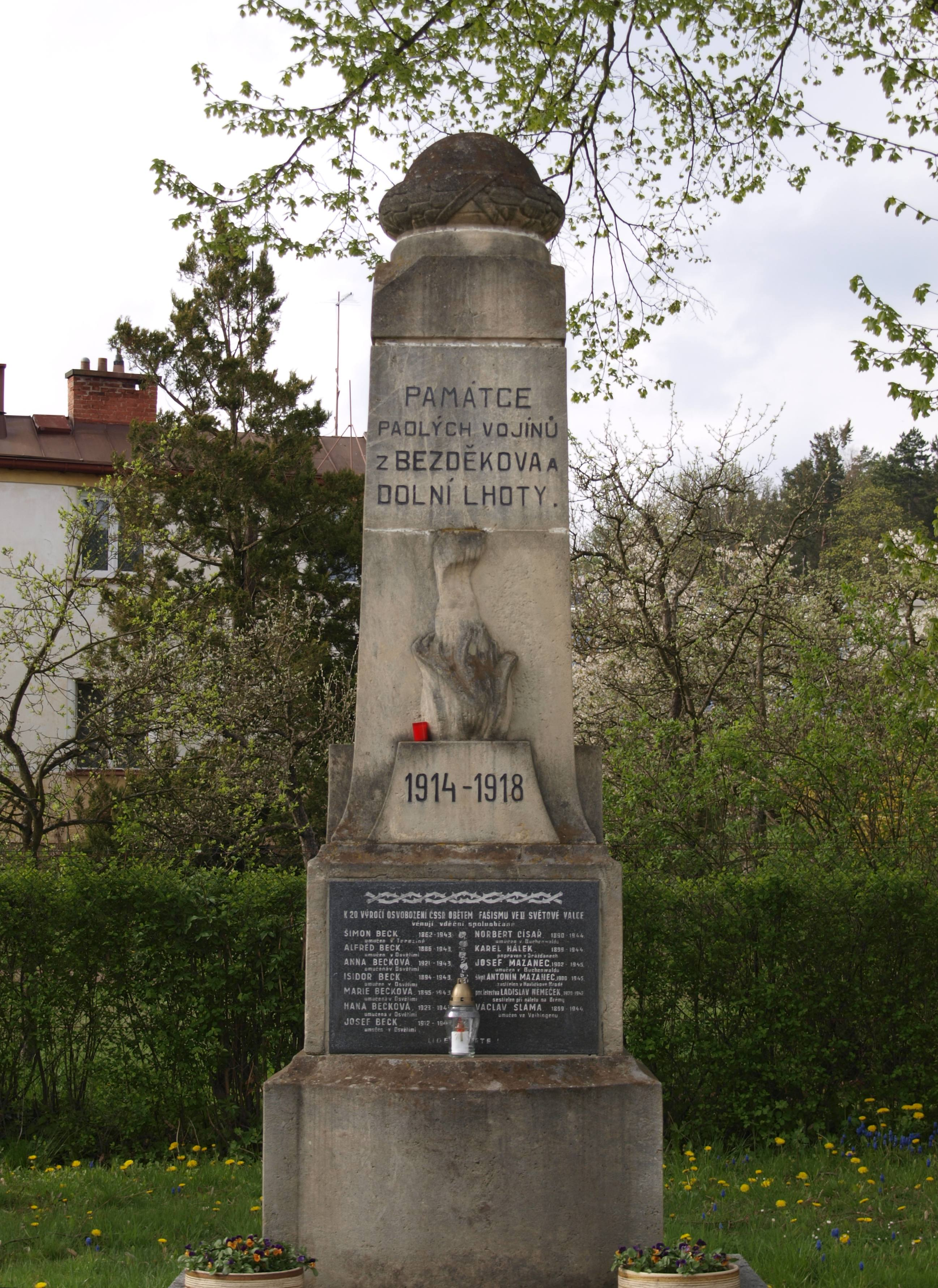
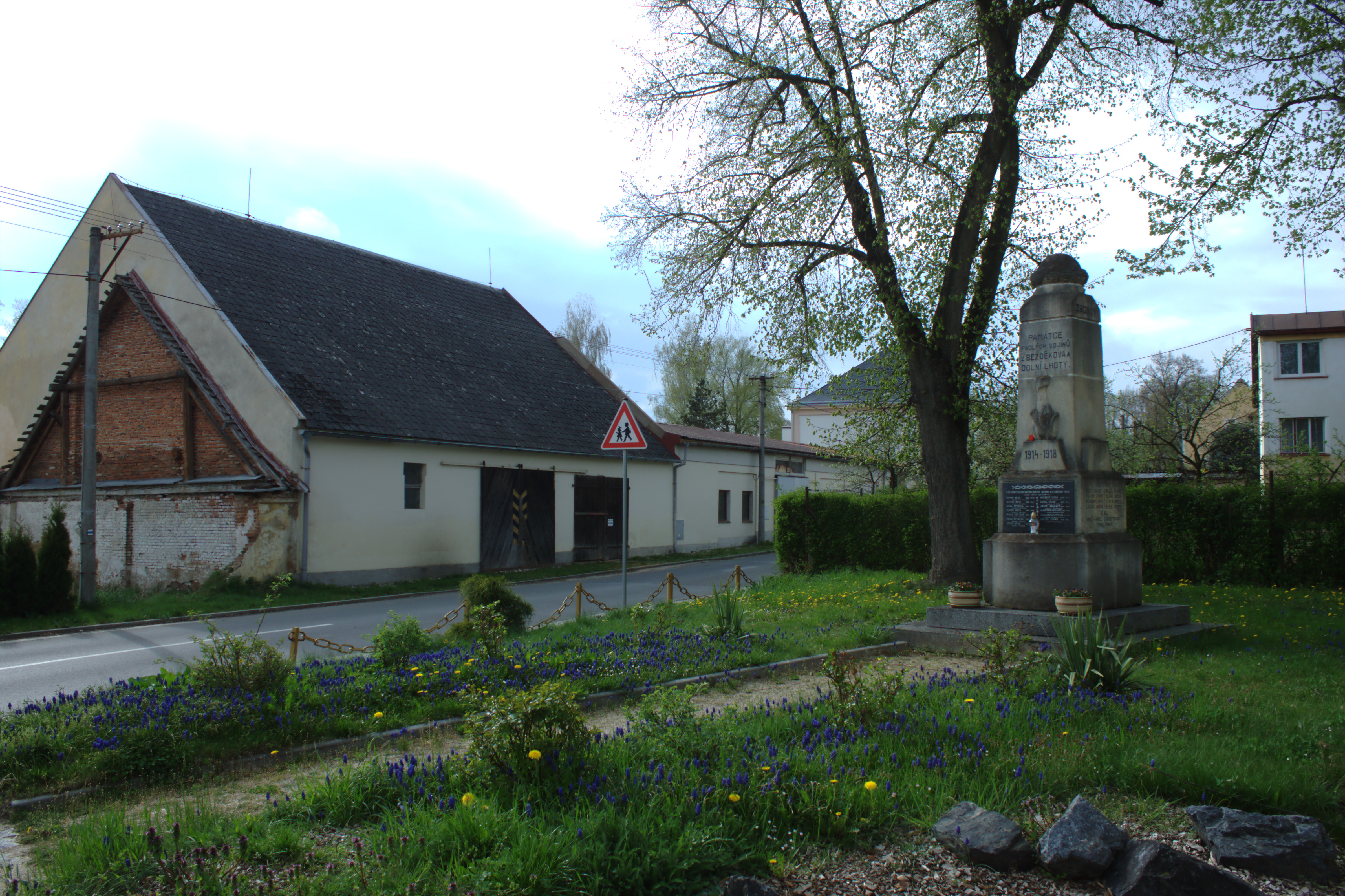
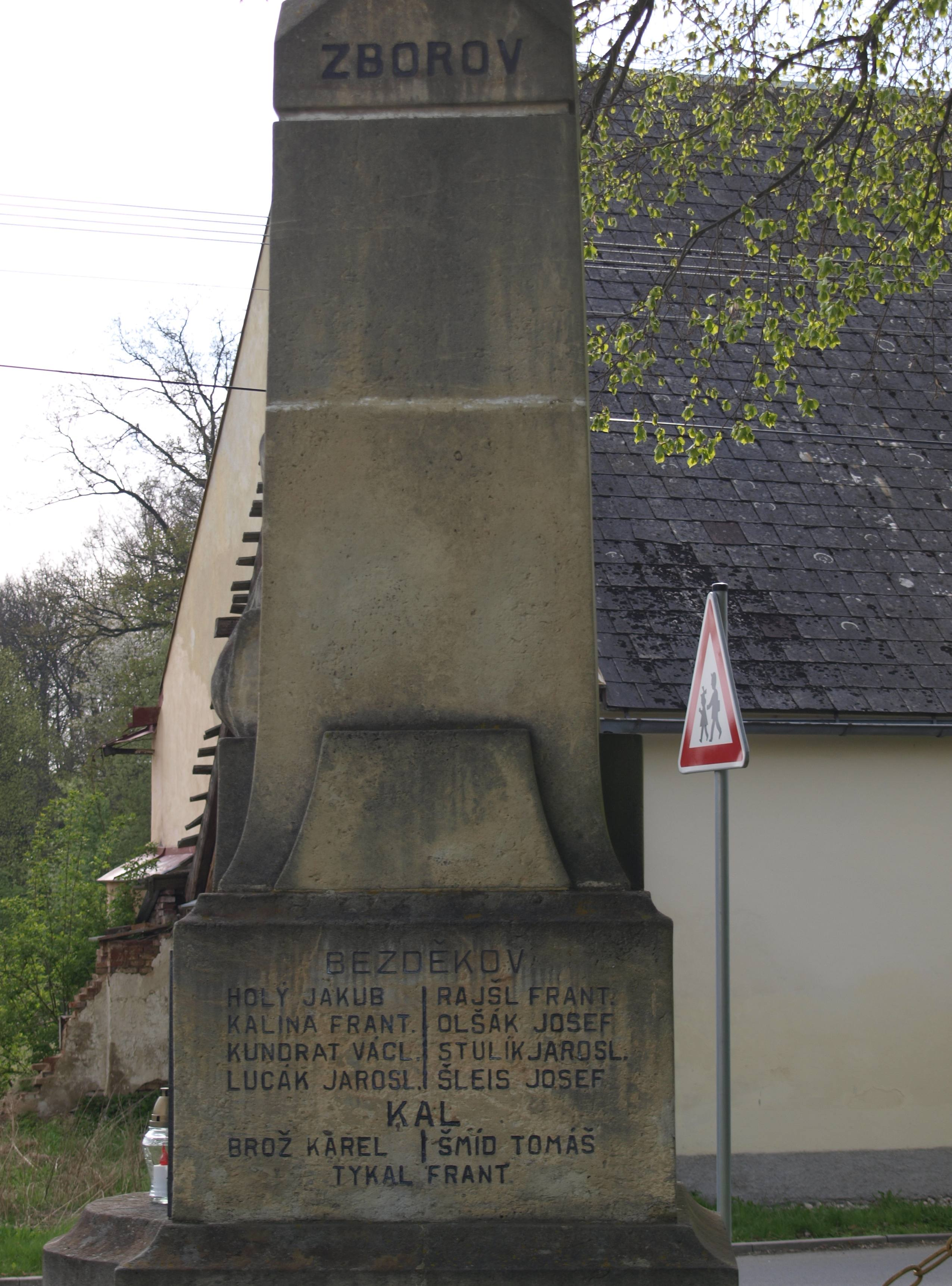